# Prosopocera flavescens
Prosopocera flavescens là một loài bọ cánh cứng trong họ Cerambycidae.